# SKF-89145
SKF-89,145 je lek koji delujue kao selektivni dopaminski agonist za D1 podtip. N-desmetil derivat SKF-89,626 je isto tako selektivan agonist za D1 sa sličnom potentnošću i selektivnošću.